# 귈페리
《귈페리》(튀르키예어: Gülperi)는 2018년 방영된 터키의 텔레비전 드라마이다.